# Молодецкое (Шахтёрский район)
Молодецкое (укр. Молодецьке) — посёлок в Шахтёрском районе Донецкой области Украины. Под контролем самопровозглашённой Донецкой Народной Республики.

## География

#### Соседние населённые пункты по странам света
СЗ, С, СВ: город Шахтёрск (примыкает)
З: Сердитое, Зачатовка, Садовое
В: Горное, город Торез
ЮЗ: Дубовое
ЮВ: Терновое, Большая Шишовка
Ю: Зарощенское

## Население
Население по переписи 2001 года составляло 1004 человека.

## Общие сведения
Почтовый индекс — 86211. Телефонный код — 6255. Код КОАТУУ — 1425287805.

## Местный совет
286251, Российская федерация, Донецкая народная республика, Шахтерский р-н, пос. Садовое, ул.Первомайская, 7